# SM調教師瞳
『SM調教師瞳』（エスエムちょうきょうしひとみ）シリーズは、西武企画が発売したスーパーファミコン用のアダルトゲームおよびそのシリーズである。正確な発売日は不明だが1997年頃までには最終作である『SM調教師瞳 番外編2 まきのラブラブパニック』が発売されている。

## 概要
本作はスーパーファミコン用ソフトとして流通していたが、任天堂のライセンスは受けていない非公認ソフトである。スーパーファミコンでの動作を実現しつつ任天堂の著作権や特許を侵害することを回避するために、主に問屋から過剰在庫品として安価で入手した正規のスーパーファミコン用ソフト（『ジーコサッカー』等）の基板からマスクROMを取り外して瞳のプログラムが入っているEPROMを取り付けて製作されている。ゲーム雑誌『ファミコン通信』（現『ファミ通』）掲載のインタビューにおいて、西武企画の社員は「規格外の車をメーカーが発売しては違法だが、規格内の車を購入し、違法改造を施して中古車屋に売るのは合法である」と例えていた。
当時も現在においてもアダルトゲームはパソコン用ソフトとしての発売が一般的だが、当時はパソコンが非常に高価だったためアダルトゲームをプレイしたくともプレイ環境を整えるのが困難であった。その中にあって普及していた家庭用ゲーム機であるスーパーファミコンのソフトだったことや、大手ゲーム雑誌にも通販広告が掲載されていた事などから当時においても一定の知名度があった。正規のスーパーファミコンソフトの流通では扱ってはいなかったが、秋葉原などのマニア向けの品揃えが豊富なゲームショップや、雑誌に掲載された通信販売での入手が可能だったほか、パチンコ店の景品として配布されるケースもあった。
その出自の特殊さや、表現が多様化した現在においても珍しいほどのSMの範疇を超えた残虐な描写、（非公認ソフトであるにもかかわらず）意外なゲームとしての面白さや良好なゲームバランスといった完成度の高さから、現在においても一定の知名度がある。
商標権の問題を回避するため、正規品ならばパッケージ外箱に「SUPER FAMICOM」と記載されるところを「SUPER FAMICO」との記載となっているほか、『ジーコサッカー』等のROMカートリッジにプリンターで印字したシールを張り付けているのが特徴である。
ファミコン版も存在しており、「スペランカー」のカセット内部に入っていた。

## シリーズ
SM調教師瞳 VOL.1
シリーズの第一作目である。主人公の名前「瞳」や、借金のカタに女の子が自由を奪われるという後のシリーズにおいて定型となったストーリーがすでに作られている。タイトル画面に実写取り込みを使っているが、中身はアニメ絵のアドベンチャーゲームである。主人公である女子高生「瞳」が父親の借金のカタに売られ、ソープ嬢やSMクラブの経営者になっていく。シナリオ分岐があるものの、ゲーム性は低くBGMもない。なお、『VOL.1』のみイージェイの開発ではなく、ある1人のエンジニアによって開発されたものである。なお、当然正規ライブラリによる開発では無い為、非正規な環境においての開発実験が『瞳』の開発目的だったという。現在では入手困難となっている。
SM調教師瞳 VOL.2
前作ではアドベンチャーゲームだったのに対し、VOL.2はパラメータ式の調教シミュレーションゲームである。高校生でありながらヤクザの親分である主人公が、借金のカタに片思いをしていた女子高生「瞳」を奴隷にしてしまう。「授業中」「放課後」等の場所を選んで瞳を犯す学校ターンと、帰宅後に「言葉責め」「オナニー」等をさせる家ターンからなる。選んだコマンドによって瞳のパラメータが変化し、それによって十数種類のエンディングを見る事ができる。瞳の腸を引きずり出したり、眼球をえぐり出したりする残虐描写があるが、瞳がいくら負傷してもさるスーパードクターが一夜にして治してしまう。
本作は簡易的なコピープロテクト処理が行われており、簡易的なハードウェアコピー機における対処が行われている。
SM調教師瞳 VOL.2 Remix
基本的には『SM調教師 瞳 VOL.2』と同じ内容だが、難易度を抑え、一部グラフィックの描き直しやエンディングの追加が行われた改善版。
SM調教師瞳 VOL.3
『VOL.3』では、「瞳」の登場が隠しシナリオに限定されている。主人公はSMクラブへ通うS男で、その素質を見込まれ「奴隷」であるM女の育成を任されるという内容である。パラメータは、前作では「瞳」の能力値であったが、本作では主人公のものになっている。本作では、乳房が何十個もある女性や、肛門から水を入れられカエルのように腹を膨らませた女性などアブノーマルな描写がある一方で、残虐描写は抑えられ、SM描写はラバーやスカトロなどハードではあるが現実的なものとなっている。今作品は『スーパーメトロイド』のROMを書き換える形で制作されたことから、バッテリーバックアップによる進行状況のセーブが可能となった。
初期出荷は8MbitROMであったが後期出荷では4MbitROMになり更に音楽がステレオ対応化されているなど、出荷時期によってバージョン違いが複数ある。
また、作画は成人向け漫画作家の町野変丸が担当しており、実際のプレイ画面でも作家の絵が再現されているため、町野変丸のファンのコレクターズ、アイテムにもなっている。
本作の一部のバージョンは直接イージェイが販売していた。イージェイが販売するバージョンには起動時に西武企画のロゴが表示されない。

### 番外編
SM調教師瞳 番外編
『VOL.2』のヒロインである「瞳」の後日談である。『VOL.1』と同じくアドベンチャーゲームであるが、『VOL.1』のようなコマンド選択式のシステムではなく、アイコンをクリックするタイプになっている。主人公は瞳が転校して来たクラスの「まき」であり、瞳に自分の恋人を取られるのではないかという危機感から、瞳をあの手この手で貶める。残虐描写が少ないためか、シリーズの中では販売されていた期間が長かった。
SM調教師 瞳 番外編2 まきのラブラブパニック
前作と同じくアドベンチャーゲームであり、主人公は「まき」である。当時流行していた『新世紀エヴァンゲリオン』へのパロディが随所に見られる。本作では、人肉料理を食すなど、残虐描写が復活した。現在では入手困難となっている。

### その他
- 実はMSX版が存在しているが、元々絵や音楽等多くの部分がMSXで開発されたことから、それを利用して動作する程度の物である為、MSX版からの移植という説は事実ではない。しかし、既に販売されたオリジナルバージョンからMSX版へ再移植をして販売する予定はあった。
- 『VOL.3』に限り、Windowsへの移植の可能性も示唆され、主題曲が歌詞を付けられる作りとなっており、Windows版対応の為の音楽ファイルは全曲制作されたものの、移植されることはなかった。

### 『SM調教師瞳』以降の非公認アダルトゲームソフトの状況
西武企画はこの瞳シリーズ以外にも独自のオリジナルソフトをリリースする予定を広告で告知していたが実現には至らず、この瞳シリーズをリリースした以降に西武企画が何らかの理由で消滅している。瞳シリーズの元関係者が『ゲームラボ』の記事のインタビューで語った所によると、西武企画そのものは元々ゲームとは無縁の業者だという（インタビュー内では山師と称している）。また、任天堂からも別件で警告が来ていたとも語っている。同様に非公認ソフト開発をしていたハッカーインターナショナルも同時期、PCエンジンを最後に非公認ソフトから撤退している（詳しくは当該記事を参照）。
当時次世代であったPlayStationにも僅かに非公認ソフトの登場はあったものの、非公認ソフトという発売形態が定着するには至らなかった。また、同じ次世代機であるNINTENDO 64には非公認ソフトは登場しておらず、セガサターンではX指定（厳密にはPCゲームの18禁とは性格が異なり、CERO Zに近い）を公式採用したためPCのアダルトゲームの移植作品が正規の流通で発売できたので、非公認ソフトで発売する理由がなかった。またこの頃にはパソコンも安価になりはじめ、わざわざ規制の厳しい家庭用ゲームハードでリリースする必要性もなくなり、非公認アダルトソフトはほぼ見かけなくなった。そのため、21世紀の非公認ソフトは主にレトロゲームマニア向けにクラシックなゲームの再現を目的としたものが主流となっている。
PlayStation 2（PS2）の時代になるとDVD-PGが登場したために、PS2でも遊べる事を売りにする宣伝文句で多くのアダルトゲームがリリースされたものの、あくまでこれらはDVD-Video規格の映像ソフトであり、一般的なDVDプレーヤーでもプレイできるため、非公認ソフトにはあたらない。
携帯ゲーム機の分野においてはPSPのメディアであるUMDビデオにもUMD-PGによるアダルトゲームが存在している。後にニンテンドーDSにおいて、携帯ゲーム機用ハードメーカー非公認アダルトソフト（名目上は同人ソフト）が登場するはずであったが、マジコンを介するタイプであり、任天堂がマジコンの摘発を進めている最中の出来事であったことと、その非公認ソフト広告にマジコンを使うことが明記されていたことやマジコンの広告があったため、任天堂から業者に警告がされ発売中止となった。またマジコン等の不正機器への法規制が強化された。
なお、携帯ゲーム機では上記のPSPやDS以前にはSNKのネオジオポケットカラーの脱衣麻雀ゲーム『スーパーリアル麻雀』が18歳以上推奨で登場しているが、こちらはメーカー公式販売であり、当時、唯一の年齢制限が設定された家庭用ゲーム機ソフトである。PCのアダルトゲームを携帯ゲーム機にコンバートさせたソフトが一部のサークル等で開発されたが、それらはマジコン用カートリッジにコンバートしたデータを書き込んでプレイする形式で、元となるソフトが必要である。